# Тінмаут (Вермонт)
Тінмаут (англ. Tinmouth) — місто (англ. town) в США, в окрузі Ратленд штату Вермонт. Населення — 553 особи (2020).

## Демографія
Згідно з переписом 2010 року, у місті мешкало 613 осіб у 254 домогосподарствах у складі 172 родин. Було 362 помешкання
Расовий склад населення:
| - 95,4 % — білих - 0,8 % — корінних американців - 0,7 % — чорних або афроамериканців - 0,5 % — азіатів |

До двох чи більше рас належало 2,6 %. Частка іспаномовних становила 0,5 % від усіх жителів.
За віковим діапазоном населення розподілялося таким чином: 20,9 % — особи молодші 18 років, 64,4 % — особи у віці 18—64 років, 14,7 % — особи у віці 65 років та старші. Медіана віку мешканця становила 44,0 року. На 100 осіб жіночої статі у місті припадало 97,7 чоловіків;  на 100 жінок у віці від 18 років та старших — 99,6 чоловіків також старших 18 років.
Середній дохід на одне домашнє господарство  становив 65 302 долари США (медіана — 53 125), а середній дохід на одну сім'ю — 78 728 доларів (медіана — 65 833). Медіана доходів становила 44 583 долари для чоловіків та 40 625 доларів для жінок. За межею бідності перебувало 10,5 % осіб, у тому числі 19,1 % дітей у віці до 18 років та 5,8 % осіб у віці 65 років та старших.
Цивільне працевлаштоване населення становило 326 осіб. Основні галузі зайнятості: освіта, охорона здоров'я та соціальна допомога — 26,1 %, науковці, спеціалісти, менеджери — 15,3 %, будівництво — 12,3 %, сільське господарство, лісництво, риболовля — 11,3 %.